# Lipoprotéine de basse densité
Pour les articles homonymes, voir LDL.
Les lipoprotéines de basse densité (LDL, pour l'anglais low-density lipoprotein) sont un groupe de lipoprotéines de types et de tailles variables (18 à 25 nm de diamètre). Leur fonction est de transporter le cholestérol, libre ou estérifié, dans le sang et à travers le corps pour l'apporter aux cellules.
Les LDL sont produites par le foie à partir des lipoprotéines de très basse densité (ou VLDL, en anglais : very low density lipoprotein). Elles portent des apolipoprotéines B-100, une monocouche de phospholipides, des triglycérides et des vitamines liposolubles antioxydantes (vitamine E et caroténoïdes).
Dans une maladie génétique rare, un défaut de captation des LDL par les cellules des tissus demandeurs augmente le taux de cholestérol dans les vaisseaux sanguins.
Selon la théorie actuelle, elles s'y déposeraient ensuite, ce qui entraînerait l'athérosclérose. En fait, l'athérosclérose est une pathologie dans laquelle, sous la forte pression sanguine exercée sur l'intima des artères, il se crée des microlésions. Ces microlésions se remplissent alors de LDL (entre autres) lorsque la concentration sanguine est trop importante, provoquant l'athérome. Pour cette raison, les LDL sont communément appelées « mauvais cholestérol », par opposition aux HDL (lipoprotéines de haute densité) qualifiées de « bon cholestérol » (en réalité, ni les unes ni les autres ne sont du cholestérol).

## Caractéristiques physicochimiques
La densité (par rapport à l'eau) est comprise entre 1,006 et 1,063. Son diamètre est entre 15 nm et 25 nm.
Les particules sont composées de 78 % de lipides et de 22 % de protéines.
Ces caractéristiques ne sont donc pas tout à fait homogènes et il est possible que des sous classes aient une action différente, entraînant un risque cardio-vasculaire différent.

## Fonction
Les LDL (VLDL maturés) permettent de transporter diverses substances (triglycérides, cholestérol, vitamines liposolubles A, D, E, K) jusqu'aux organes périphériques. 
Ce cholestérol sera recapté par la suite par les HDL maturés.

## Métabolisme des LDL
Les LDL sont susceptibles d'être modifiées : oxydées ou glycosylées. 
De plus, pour comprendre ce modèle, il faut ajouter que ce phénomène se produirait au niveau d'un endothélium vasculaire préalablement lésé, présentant son tissu sous endothélial (ce qui est pathologique, en soi).
Les LDL oxydées, dont les LDL acétylées ne seraient plus reconnues par les LDL-R, mais par les récepteurs éboueurs ("scavenger").
Ces derniers sont présents à la surface des macrophages et des cellules musculaires lisses; et ne sont pas régulés par le contenu intracellulaire en cholestérol, ils peuvent donc se surcharger si le phénomène pathologique perdure (excès de sucres, pollution, tabagisme, etc.).
L'accumulation de LDL dans les macrophages conduirait à des cellules spumeuses, caractéristiques de la plaque d'athérome.

## Analyse de sang
La mesure de sa concentration sanguine n'est pas faite directement. Elle est le plus souvent calculée par la formule de Friedewald : LDL-C = TC − HDL-C − (TG/5) où TC désigne le taux de cholestérol total en mmol/l et TG le taux sanguin de triglycérides dans la même unité. Cette formule tend cependant à sous estimer le taux de LDL cholestérol lorsqu'il est bas. Elle est également faussée en cas d'hypertriglycéridémie importante,. Une étude de 2012 sur 10151 sujets iraniens conclut que cette formule surestime le taux de LDL pour une autre population géographique, l'échantillon de l'étude originale de Friedewald étant composée de 448 sujets américains. 
Le dosage se fait classiquement par une prise de sang après au moins huit heures de jeûne. Sa valeur est cependant normalisée moins de cinq heures après la prise d'un repas normal.
Il existe d'autres méthodes de mesure, moins dépendantes du fait d'être à jeun.

### Valeurs recommandées
La valeur idéale en LDL est une valeur qui n'a pas cessé d'être modifiée à la baisse, au fil des années.
La valeur des LDL sera considérée comme normale si elle est comprise entre 0,9  et   1,58 g/l.
Selon la théorie, « the lower, the better » (« plus c’est bas, meilleur c'est »), la valeur souhaitable doit être la plus basse possible et l'exigence serait d'autant plus grande que le patient est à risque de faire un accident. 
Les recommandations européennes considèrent que :
- un patient à très haut risque devrait avoir un LDL cible inférieur à 0,55 g ;
- un patient à haut risque un LDL inférieur à 0,7 g/l ;
- un patient à risque moyen un LDL inférieur à 1 g (le niveau de risque étant calculé suivant les antécédents et les autres facteurs de risque)[12].

La pertinence de ces valeurs peut être nuancée : le traitement de référence chez ces patients reste l'administration d'un médicament de la classe de statines. Or ces derniers semblent efficaces quel que soit le niveau du LDL initial ce qui fait penser à un effet propre de ceux-ci (effet pléiotropique), indépendamment de leur action sur le cholestérol.
De plus, il existe trois catégories de LDL : les LDL3, plus petites et denses, sont les plus athérogènes (profil B). La variabilité temporelle du dosage semble être également corrélée avec un risque plus important de survenue de maladie cardio-vasculaire.